# Физика
 Тази статия е за научната дисциплина.  За книгата на Аристотел вижте Физика (Аристотел).  
Физиката (от старогръцки: φυσικός (фисикос) – „естествен“, φύσις (фисис) – „природа“) е естествена наука, изучаваща общите и фундаментални закономерности, определящи структурата и еволюцията на материалния свят. Физиката е точна наука, което означава, че се занимава с намирането на количествено описание на природните явления. Физиката се основава на теории, които дават ясни, измерими предвиждания. За физични се приемат само експериментални резултати, които могат да бъдат независимо възпроизведени. Такива резултати могат да потвърдят или отхвърлят дадена физична теория. Теоретичната и експерименталната физика са тясно свързани − понякога развитието на физичните теории мотивира провеждането на нови експерименти, а понякога нови експериментални данни провокират създаването на нова теория. За изучаването на природните явления тези два подхода са еднакво важни.
За първи път терминът физика е използван от древногръцкия философ и учен Аристотел през IV век пр.н.е. Физиката е една от най-старите области на познанието, макар в древността да не е оформена като отделна наука. Дълго време физиката и философията се ползват като синоними и едва в резултат на Научната революция от XVI – XVII век физиката се обособява като отделна наука.
Значението на физиката в съвременния свят е огромно. Новите ѝ идеи и достижения водят до развитието на другите науки и до нови научни открития, които от своя страна намират приложение в техниката и промишлеността. Така например изследванията в областта на електромагнетизма водят до появата на телефона, електромотора, влаковете на магнитна възглавница; откритията в областта на термодинамиката правят възможно построяването на автомобила, а развитието на радиоелектрониката води до появата на компютрите.
Въпреки невероятното количество натрупани познания за света, човешкото разбиране за процесите и явленията непрекъснато се мени и развива, новите изследвания повдигат нови и нерешени въпроси, за които трябват нови обяснения и теории. В този смисъл физиката е в непрекъснат процес на развитие и все още далече от възможността да обясни всички природни явления и процеси.

## Предмет
Физиката има за цел изучаването на широк спектър от предмети и явления от всички възможни мащаби: от елементарните частици до най-големите звездни купове от галактики. В това число се включват и градивните елементи, изграждащи всички тела в природата, поради което физиката се нарича „фундаментална наука“.
Физиката има за цел да опише различните сложни явления, наблюдавани в природата, като ги свежда до по-прости явления. Така физиката цели да обясни нещата, които ни заобикалят, като установи техните причини и след това се опитва да свърже тези причини помежду им в желанието да се намери окончателно обяснение на вечния човешки въпрос – защо природата е такава, каквато е.
Например в Древен Китай било наблюдавано, че определени скали (магнетит) се привличат една друга чрез невидими сили. Този ефект по-късно е наречен магнетизъм и бива сериозно изучен за първи път през XVII век. Малко по-рано, преди китайците, древните гърци са познавали свойствата на кехлибара, който при триене в кожа също предизвиква ефект на привличане. Това явление също е изучено подробно през XVII век и бива наречено електричество. В този смисъл физиката си поставя за цел да обясни нещо, наблюдавано в природата, според неговите причини. Чак през XIX век с по-нататъшния напредък на науката се разбира, че споменатите две явления – електричество и магнетизъм – са само два различни аспекта на едно и също взаимодействие – електромагнитното. Този процес на задълбочаване на знанията продължава и днес.

## Научен метод
Физиката използва като научен метод емпиричната проверка: валидността на всяка физична теория се тества, като направените според нея хипотези и заключения се сравняват с резултати, извлечени от проведени експерименти и наблюдения.
Теории, които са добре подкрепени с експериментални данни и никога не са били опровергани с емпиричен опит (т.е. издържат емпиричната проверка), често се превръщат в научни закони или природни закони. Разбира се, всички теории, включително научните закони, могат винаги да бъдат заместени от нови, по-точни твърдения, които се търсят, когато има някакво несъгласие на дадена теория с наблюдаваните експериментални данни.

## Теория и експеримент
При физиката има доста по-голяма степен на разделение между теория и експеримент, отколкото при други науки. Още от XII век повечето физици се специализират или в теоретичната, или в експерименталната физика и съответно се наричат теоретици и експериментатори. (В противовес на това, почти всички успешни теоретици в биологията или химията (например американският квантов химик и биолог Лайнъс Полинг) са били също и експерименталисти, макар това да се променя в последно време.)
Теоретиците се стремят да развият математически модели, които едновременно да описват съществуващите експерименти и успешно да предвиждат бъдещи резултати, докато експериментаторите предлагат и извършват експерименти, за да проверят теоретичните предвиждания и да изследват нови явления. Макар че теория и експеримент се развиват от различни учени, те са силно свързани помежду си. Прогресът във физиката често се осъществява, когато учените направят експериментално откритие, което съществуващите теории не могат да обяснят или, от друга страна, когато нови теории генерират предположения, подлежащи на проверка, вдъхновявайки поставянето на нови експерименти.
Също така има физици, които работят едновременно върху теория и експеримент и които се наричат феноменологисти. Феноменологистите свързват емпирични наблюдения над определени феномени помежду им по начин, който е в съгласие с фундаменталната теория, но не произтича директно от нея.
Теоретичната физика е исторически вдъхновена от философията и метафизиката, например обединението на електричеството и магнетизма в единна теория – електромагнетизъм е станало по този начин. Извън познатата ни Вселена, в полето на теоретичната физика се включва и боравенето с хипотетични въпроси, като паралелни вселени, мултивселена и по-високи измерения.
Експерименталната физика е в основата на техниката и технологиите. Експериментаторите в областта на фундаменталните изследвания работят например с ускорители на частици и лазери, докато тези в областта на приложните изследвания често работят за индустрията, например създавайки транзистори или метода на ядрен магнитен резонанс.

## Връзка с философията
В голяма степен физиката произлиза от древногръцката философия – от първия опит на Талес да характеризира материята, през заключението на Демокрит, че материята трябва да се редуцира до инвариантно състояние и астрономията на кристалния небосвод на Птолемей до книгата на Аристотел Физика гръцките философи развивали различни възгледи и теории за природата. Чак до средата на XVIII век физиката се нарича естествена философия (натур-философия).
Към XIX век физиката вече се възприема като позитивна и отделна наука, различна от философията и другите науки. От друга страна, физиката заедно с другите науки разчита на философията на науката да даде адекватно описание на научния метод. Научният метод включва априорно и апостериорно мислене, както и вероятностни оценки, за да се прецени валидността на дадена теория.
Развитието на физиката дава отговори на много от питанията на ранните философи, но в същото време поставя и нови въпроси.
Изследването на философските въпроси, отнасящи се до физиката, включва по-конкретно теми като: същност на пространство-времето, детерминизъм, както и метафизически перспективи като емпиризъм, натурализъм и научен реализъм.
Много физици са писали върху философските аспекти на тяхната работа, например Лаплас, който първи засяга темата за каузалния детерминизъм и Ервин Шрьодингер, който пише върху квантовата механика. Математическият физик Роджър Пенроуз е наречен платоник от Стивън Хокинг, което е коментирано от Пенроуз в неговата книга Пътят към реалността Хокинг, от своя страна, нарича себе си „безсрамен редукционист“ и спори с възгледите на Пенроуз.

## История на физиката
Научното знание съществува откакто съществува човечеството, хората са се опитвали да си обяснят естествения свят още от древността. Цивилизации се раждат и умират, а знанието се пренася от едно място на друго, допълва и разширява, а понякога се губи и преоткрива отново.
Център на знанието в древността са арабският свят, Вавилон, Египет, Индия, Китай, а по-късно древен Рим и древна Гърция. Ранните физични теории се развиват основно като философия и не са верифицирани систематично чрез тестове, такава каквато е практиката днес. Докато Европа тъне в невежеството на тъмните векове, философските и научни знания на древните цивилизации са запазени от мюсюлманските държави, там възниква експерименталната физика, развивана от средновековните мюсюлмански физици, сред които най-известен е Алхацен (Ибн ал-Хайтам).
Съвременната физика, такава каквато я познаваме днес, започва с Галилео Галилей, поради което той често е наричан бащата на модерната физика. Той е първият, който използва научния подход, научния метод, в същността на който е идеята, че всяка теория трябва да бъде потвърдена с научни експерименти и наблюдения. Исак Нютон се ражда в годината, в която умира Галилей. Той взема идеите му и ги превръща в теория, като създава един цял дял на физиката, наречен класическа механика. През XX век работата на Алберт Айнщайн маркира една изцяло нова посока във физиката, която продължава и днес.

## Известни физици
- Архимед – открива основните принципи на хидростатиката, статиката и обяснението на принципа на работа на лоста. На Архимед се приписва и създаването на Архимедовия винт.[14]
- Ибн ал-Хайтам – Баща на оптиката, открил отражението и пречупването на светлината.
- Галилео Галилей – основоположник на съвременния научен метод. Сред неговите постижения са подобрения на телескопа, свързаните с тях астрономически наблюдения и публичната защита на хелиоцентричната система.
- Исак Нютон – основоположник на класическата механика, със значителен принос в оптиката и успоредно с Лайбниц изобретил математическия анализ.
- Джеймс Кларк Максуел – Формулира единна теория, в която обединява необвързаните дотогава наблюдения, уравнения и експерименти в областта на електричеството, магнетизма и оптиката. Уравненията на Максуел показват, че електричеството, магнетизмът и светлината са прояви на едно и също явление: електромагнитното поле.
- Алберт Айнщайн – смятан за един от най-влиятелните и известни учени и интелектуалци на XX век. Развива специалната и общата теории на относителността и доказва съществуването на атомите.
- Нилс Бор – един от създателите на съвременната физика, със значителен принос към теорията за структурата на атома и към квантовата механика.
- Роберт Опенхаймер – „Баща на атомната бомба.“
- Ричард Файнман – Разширява значително теорията на квантовата електродинамика, създава диаграма на Файнман за описание на взаимодействията в квантовата теория на полето.
- Стивън Хокинг – допринася съществено за развитието на теорията за черните дупки и космологията и квантовата механика, известен популяризатор на науката.

## Основни теории във физиката
| Теория                               | Основни раздели и понятия | Кратко описание |
| ------------------------------------ | --- | --- |
| Класическа механика                  | раздели: Закони на Нютон – Механика на Лагранж – Хамилтонова механика – Теория на хаоса – Хидродинамика – Механика на непрекъснатите среди понятия: Разстояние – Пространство – Време – Движение – Дължина – Скорост – Маса – Импулс – Момент на импулса – Сила – Енергия – Момент на сила – Закони за запазване – Хармоничен осцилатор – Вълна – Период – Механична работа – Мощност – Симетрия | Класическата механика е един от подразделите на механиката, която от своя страна е раздел на физиката и описва движението на телата и силите, които го причиняват. Другите три подраздела са небесна механика, квантова механика и релативистка механика. Терминът „класическа“ има за цел разграничение от модерните теории от XX век – квантова механика и теория на относителността. Нуждата от тях възниква при описанието на обекти, които са извън ежедневието (поне исторически, в днешно време много от модерните технологии се основават на принципите на квантовата механика). Класическата механика възниква с формулирането на математическите методи на диференциалното и интегралното смятане, чиито основоположници са Исак Нютон и Готфрид Лайбниц. Класическата механика се дели на статика, динамика и кинематика. Статиката изучава равновесието на телата, кинематиката – движението, а динамиката – причините за движението или равновесието на тялото. |
| Електромагнетизъм                    | раздели: Електростатика – Електричество – Магнетизъм – Уравнения на Максуел – Оптика понятия: Електрически заряд – Електрическо напрежение – Електрически ток – Електрическо поле – Магнитно поле – Електромагнитно поле – Електромагнитно излъчване – Свръхпроводимост | Електромагнетизмът е дял от физиката, чийто обект на изследване е електромагнитното поле: това е полето, обхващащо цялото пространство около частици, притежаващи електричен заряд, което упражнява сила върху тях и на свой ред се влияе от присъствието и движението на такива частици. Теорията на електромагнетизма разглежда редица електромагнитни явления, сред които могат да се обособят електростатика, магнитостатика, електродинамика, електрически вериги и други. |
| Термодинамика и Статистическа физика | раздели: Топлинна машина – Молекулно-кинетична теория понятия: Температура – Налягане – Константа на Болцман – Ентропия – Свободна енергия – Термодинамично равновесие – Статистическа сума – Микроканонично разпределение – Голямо канонично разпределение | Термодинамиката (от гръцки: θέρμη, топлина и δύναμις, сила; буквално може да се преведе като топлосила) е раздел от физиката, занимаващ се с топлинните процеси протичащи в телата, следствие промяната на температура, обем и налягане. Термодинамиката се дели на класическа, статистическа и химическа и в основата и са законите на термодинамиката – постулати, които постановяват, че енергия може да се обменя между системите във формата на работа или топлина. Те също така постулират съществуването на физична величина, наречена ентропия, която е напълно определена за всяка изолирана система в термодинамично равновесие. Общо казано, термодинамиката описва как отделни системи реагират на промени в околната среда. Статистическата механика описва взаимодействията между голям брой частици (най-често от порядъка на числото на Авогадро) и свърза свойствата на елементарните частици с тези на макроскопичните обекти и свойства на материалите, както се наблюдават във всекидневния живот. Познатата ни термодинамика намира своята обосновка в рамките на статистическата физика. Главното предимство на статистическата механика пред термодинамиката е способността на статистическата механика да обясни свойствата на веществата на базата на теорията за взаимодействията между съставляващите ги частици. |
| Квантова механика                    | раздели: Уравнение на Шрьодингер – Интеграл на Файнман – Квантова теория на полето понятия: Хамилтониан – Тъждествени частици – Константа на Планк – Измерение – Квантов осцилатор – Вълнова функция – Енергия на нулевата точка – Пренормиране – Материя – Антиматерия – Елементарни частици – Бозон – Фермион – Квантово число – Квантово тунелиране                                           | Квантовата механика е фундаментална физична теория, описваща поведението на микроскопичните частици. При тях тя замества класическата механика на Нютон и теорията на електромагнетизма, защото те не обясняват адекватно наблюдаваните явления на атомно и субатомно ниво. |
| Теория на относителността            | раздели: Специална теория на относителността – Обща теория на относителността понятия: Принцип на относителността – 4-вектор – Отправна система – Пространство-време – Релативистична Маса – Скорост на светлината – Черна дупка | Теория на относителността е събирателен термин, който се отнася за специалната и общата теории на относителността на Алберт Айнщайн. Също така понятието може да се отнася за галилеевото разбиране за относителност. СТО е теория за структурата на пространство-времето. За пръв път е въведена през 1905 от Айнщайн в статията му „За електродинамиката на движещите се тела“. ОТО е теория на гравитацията, развита от Айнщайн между 1907 и 1915 г. В основата ѝ е принципът на еквивалентността, според който състоянието на тяло в покой, намиращо се в определено гравитационно поле се описва по еднакъв начин като ускорително движение на същото тяло, без наличие на гравитационно поле. През 1915 г. Айнщайн предлага идеята за изкривено пространство-време. |

### Предложени теории
Теория на всичко

### Други теории
Термоядрен синтез

### Фундаментални взаимодействия
Гравитационно взаимодействие – Електромагнитно взаимодействие – Слабо ядрено взаимодействие – Силно ядрено взаимодействие

### Строеж на материята
Атом – Протон – Неутрон – Електрон – Кварк – Фотон – Глуон – Гравитон – Неутрино – Фонон – Ротон

## Раздели на физиката
Съвременните изследвания по физика са разделени на няколко подобласти, които изучават различни аспекти на материалния свят:
Физика на кондензираната материя – най-голямата от тях, разглежда свойствата на твърдите тела и течностите, обусловени от техния състав на молекулярно и атомно ниво. Подобласти: Физика на твърдото тяло, Физика на материалите, Полимерна физика, Криогеника
Атомната и молекулна физика и оптика изучава поведението на индивидуалните атоми и молекули и как те поглъщат и изпускат енергия и светлина. Подобласти: Молекулна физика, Атомна физика, Оптика
Физиката на елементарните частици, известна още и като Физика на високите енергии изучава свойствата на частиците, по-малки от атома. Подобласти: Физика на ускорителите, Ядрена физика
Астрофизиката прилага физическите закони за обяснение на астрономически явления и изследва Вселената като цяло. Подобласти: Космология, Физика на плазмата

## Отношение към математиката и другите науки
Математиката е широко прилагана във физиката и може да се каже, че тя е нейният „език“. Математическата физика прилага математически методи за решаване на физични проблеми и формулиране на физични теории.
Има много научни области, които са на границата на физиката с други дисциплини. Например широкото поле на биофизиката изследва каква роля играят физическите закони в биологичните системи, а квантовата химия изучава химическото поведение на атомите и молекулите от гледна точка на квантовата механика. Ето някои такива области:
Акустика, Агрофизика, Астрономия, Биофизика, Геофизика, Електроника, Математическа физика, Материалознание, Медицинска физика, Квантова химия, Техника, Физикохимия, Физика на атмосферата

## Физика и религия
В историята често се случва така, че получените резултати във физиката и астрономията, както и в някои други науки, влизат в конфликт с някои политически или държавни органи, както и с обществени или религиозни организации и институции. Последните боравят с набор от убеждения и вярвания, които дават някаква представа за света и законите на Вселената, но в крайно догматична форма.
Конфликтите между религията и науката започват ясно да се проявяват през XVII век със спора между Птолемеевата и Коперниковата представа за Слънчевата система и след това със съдебния процес над Галилей през 1633 година. Галилей избягва осъждане, като на думи се отрича от убежденията си, но в действителност продължава да вярва, че полският астроном Николай Коперник е прав. Църквата приема хелиоцентричната система едва през 1757 година.
Много от пионерите на науката в Европа се научават на предпазливо отношение към властите. Те си дават сметка, че могат да попаднат под ударите на Инквизицията. Едно от предизвикателствата е това, че някои пасажи от Библията, например за Бог като цар на Вселената, са написани по твърде неясен начин и могат да се тълкуват различно. Ако се тълкуват буквално, влизат в директно противоречие с предложените физични теории на Галилей, Кеплер и Нютон. Така например Джордано Бруно, бивш доминикански монах, който отказва да се отрече от твърдението си, че Вселената е безкрайна и поддържа теорията на Коперник, е изгорен на клада от Инквизицията през 1600 година в Рим.
Ситуацията започна да се изяснява отчасти през XIX век, наречен векът на атеизма, особено след Френската революция, поради реорганизирането и оформянето на граждански и християнски организации. Осъществява се призив за завръщане към оригиналните текстове на Библията, написани на иврит и на гръцки, както и за определяне на правила за тълкуване, така че да не се приема буквалното им значение.